# Larderello
Larderello je okrožje občine Pomarance (pokrajina Pisa) v  Toskana v Italiji. Leži na 390 metrih n.m.v. Larderello ima 850 prebivalcev in ga v celoti oskrbuje z elektriko podjetje ENEL.

## Kraj
Kraj se nahaja v središču tako imenovane Hudičeve doline  (italijansko:Valle del diavolo). To področje obsega površino okoli 200 kvadratnih kilometrov v dolini reke Cecina in je dobila ime po svojem boru Soffioni, vroči, iz zemlje izhajajoči beli pari, ki je oblikovala vroče izvire, bazene in lagoni - velika jezera.

## Zgodovina
Etruščani so uporabljali borove soli, ki so jih pridobili iz lagoni, kot zdravilo in kot surovino glazuro za keramiko. Rimski viri poročajo o tem in navajajo pravilne geografske lokacije. Območje je bilo znano tudi v srednjem veku. 
Leta 1282 so se sprožili vulkanski procesi s parno eksplozijo, ki so prekrili območje z nekaj centimetrov debelo plastjo vulkanskega pepela in naredilo krater premera 250 metrov, v katerem je danes jezero Lago Vecchienna. 
Naselje je ustanovil v 19. stoletju François Jacques de Larderel, industrialec francoskega izvora, ki je leta 1827 tukaj izpopolnil proizvodnjo borove kisline iz vira bora, ki se je nahajal na tem mestu. S predhodnimi študijami je sodeloval Uberto Francesco Hoefer, zastopnik toskanskih lekarnarjev in do tedaj svetovalec na dvoru velikega vojvode. Cerkev in šola sta obstajala že v prvotnem naselju. 
V 20. stoletju so se naučili iz geotermalnih soffioni povsem nove uporabe za proizvodnjo električne energije. Leta 1904 je tako nastala prva geotermalna elektrarna na svetu, zgrajena v Larderello , in deluje že od leta 1913. Dolgo časa je imela Italija edinstven položaj v tej tehnologiji. 
Od leta 1931 so bili izvrtani parni vodnjaki za dodatno energijo, prvi hladilni stolpi pa zgrajeni leta 1937. Postopoma jih je ENEL SpA, ki upravlja elektrarno, leta 1962 opustil in uvedel sistem, ki usmerja paro neposredno v turbine in je danes še vedno ena izmed največjih geotermalnih elektrarn na svetu. Po večkratni obnovi zdaj proizvajajo s kapaciteto 545 MW.  ENEL-ove geotermalne elektrarne Larderello, Travale in Monte Amiata tako ustvarijo približno 1,5% električne energije v celotni v Italiji, v Toskani pa 45%. (podatek za leto 2006)

## Geotermalni muzej
Muzej je bil ustanovljen leta 1956 pod šotorsko kupolo, da bi dokumentirali zgodovinski razvoj pridobivanja bora v preteklosti in proizvodnjo električne energije danes. Poleg tega zainteresirane skupine lahko obiščejo soffione in rekonstruirane lagone.

## Posebnosti
Larderello je kot aktivno nahajališče bora, dobra lokacija tudi za različne minerale, ki vsebujejo bor. Poleg znamenitega boraksa in njegovih različic tincalconit, so še med drugim datolit in sassoline in različni sulfati in silikati. Larderello je poznan tudi po mineralih ammonioborit, biringuccit, larderellit, nasinit, santit in sborgit. 